# Lucas Hamilton
Pour les articles homonymes, voir Hamilton.
Lucas Hamilton, né le 12 février 1996 à Ararat, est un coureur cycliste australien.

## Biographie

### Chez les amateurs
Au début de sa carrière cycliste, Lucas Hamilton participe à des courses sur piste et sur route. En 2014, il devient champion d'Australie de course à l'américaine juniors avec Matthew Ross . La même année, il est champion d'Océanie sur route juniors et champion d'Australie sur route juniors. Il s'est ensuite concentré uniquement sur les compétitions sur route. En 2016, après avoir terminé deuxième de l'An Post Rás et du championnat d'Australie sur route espoirs, il termine meilleur grimpeur du Tour de l'Avenir. 
En 2017, il rejoint l'équipe Mitchelton Scott, qui sert de réserve à la formation World Tour Orica-Scott. Il commence la saison avec une bonne performance sur le Tour Down Under (24e) avant de se distinguer sur le Herald Sun Tour en terminant septième du général, puis de devenir champion d'Océanie sur route espoirs. Après quelques performances sur les courses italiennes d'un jour, il termine deuxième du Girobio derrière Pavel Sivakov. Enfin, il remporte le difficile Tour Alsace en préparation au Tour de l'Avenir au mois de juillet. Sur le Tour de l'Avenir, il prend la quatrième place du classement général. Lauréat de l'UCI Oceania Tour, ses bonnes performances lui permettent de signer un contrat de trois ans avec l'équipe World Tour Orica-Scott, renommée Mitchelton-Scott en 2018.

### Carrière professionnelle
Pour sa première saison professionnelle chez Mitchelton-Scott, il termine notamment septième de la Semaine internationale Coppi et Bartali et participe à plusieurs courses UCI World Tour avec un rôle d'équipier.
En 2019, il remporte la Semaine internationale Coppi et Bartali et termine 25e du Tour d'Italie, son premier grand tour. Durant ce Giro, il se fait remarquer pour son rôle d'équipier de Simon Yates et ensuite présenté dans les médias australiens comme le nouvel espoir du pays pour le classement général des grands tours. En août, lors du Czech Cycling Tour, il remporte deux étapes (dont le contre-la-montre par équipes) et se classe deuxième du général derrière son coéquipier Daryl Impey.
Il commence sa saison 2020 avec la deuxième place du championnat d'Australie sur route à une minute du vainqueur Cameron Meyer, puis il se classe neuvième du Tour Down Under. Après l'arrêt des courses en raison de la pandémie de Covid-19, il remporte en septembre sa première victoire sur l'UCI World Tour. Il décroche le succès lors de la quatrième étape de Tirreno-Adriatico, devançant au sprint Fausto Masnada. En octobre, il fait partie de l'équipe Mitchelton-Scott pour le Tour d'Italie. Quelques jours après un test positif au SARS-CoV-2 de son chef de file Simon Yates, quatre personnes de l'encadrement de la formation australienne le sont aussi. L'ensemble de l'équipe décide alors d'abandonner ce Giro avant le départ de la dixième étape.
En 2021, il est désigné leader sur les principales courses par étapes d'une semaine. Dès Paris-Nice, il s'illustre en prenant la quatrième place du général, à 18 secondes du podium. Deux semaines plus tard, il est dixième du Tour de Catalogne, juste derrière ses deux leaders Esteban Chaves et Simon Yates. Plus tard dans la saison, il se classe huitième du Tour de Romandie. Lors du Tour de Suisse, il occupe la sixième place après la cinquième étape, mais, malade, il n'est pas au départ le lendemain. Désigné leader de son équipe pour le classement général pour sa première participation au Tour de France, il doit toutefois changer rapidement d'objectifs en étant pris dans des chutes en début de course. Lors de la 13e étape, il à nouveau mis au sol après une chute massive et est victime d'une luxation acromio-claviculaire à l'épaule, ce qui l'oblige à abandonner le Tour. Sa fin de saison est plus anecdotique : il se contente d'une 71e place sur la course en ligne des Jeux olympiques de Tokyo et du 54e place sur le Tour d'Espagne.
Son début de saison 2022 est marquée par trois abandons en trois courses. Lors de la cinquième étape du Tour du Pays basque, il est présent dans l'échappée du jour, mais est contraint à l'abandon après une chute spectaculaire, mais sans grosses conséquences dans une descente. Il est passé par-dessus une rambarde dans un virage et sa chute a été amortie par des branchages,. Aligné sur le Tour d'Italie en soutien de Simon Yates, il termine la course à la treizième place après l'abandon de son leader. Il s'agit de son meilleur résultat sur un grand tour. En deuxième partie de saison, il se classe seulement 78e du Tour d'Espagne. En août, son contrat avec BikeExchange Jayco est étendu jusqu'en fin d'année 2024.
Il quitte la formation australienne à la fin de la saison 2024 et signe un contrat avec l’équipe Ineos-Grenadiers.

## Palmarès sur route

### Résultats sur les grands tours

#### Tour de France
1 participation
- 2021 : abandon (13e étape)

#### Tour d'Italie
4 participations
- 2019 : 25e
- 2020 : non-partant (10e étape)
- 2022 : 13e
- 2025 : 103e

#### Tour d'Espagne
2 participations
- 2021 : 54e
- 2022 : 78e

### Classements mondiaux
| Année                                 | 2016 | 2017 | 2018 | 2019 | 2020 | 2021 | 2022 | 2023 | 2024  |
| ------------------------------------- | ---- | ---- | ---- | ---- | ---- | ---- | ---- | ---- | ----- |
| UCI World Tour                        | nc   | nc   | 294e |      |      |      |      |      |       |
| Classement mondial                    | 801e | 105e | 648e | 188e | 163e | 125e | 549e | 491e | 1426e |
| UCI Europe Tour                       | 564e | 122e | 620e |      |      |      |      |      |       |
| UCI Asia Tour                         | nc   | nc   | 304e |      |      |      |      |      |       |
| UCI America Tour                      | nc   | nc   | 421e |      |      |      |      |      |       |
| UCI Oceania Tour                      | nc   | 1er  | nc   | 12e  | 12e  | 7e   | 33e  | 33e  | nc    |
|                                       |      |      |      |      |      |      |      |      |       |
| Légende : nc = non classéSource : UCI |      |      |      |      |      |      |      |      |       |

## Palmarès sur piste

### Championnats d'Australie
- 2014
  -  Champion d'Australie de l'américaine juniors (avec Mathew Ross)